# Ralts
Ralts (japanski: ラルトス Rarutosu) jedan je od 1025 fiktivnih vrsta Pokémona iz medijske franšize Pokémon, skupa Pokémon videoigara, animiranih serija, manga stripova, knjiga, igraćih karata i drugih medija kojima je tvorac Satoshi Tajiri. Svrha je Raltsa u videoigrama, animiranoj seriji i manga stripovima, kao i svrha ostalih Pokémona, borba s divljim Pokémonima – neukroćenim stvorenjima koje igrači i likovi pronalaze dok kreću na razne avanture – i pripitomljenim Pokémonima drugih Pokémon trenera.
Ralts je jedan od Pokémona uvedenih u trećoj generaciji Pokémon franšize. Njegovo ime, Ralts, vjerojatno je izvedeno od engleske riječi "waltz" = valcer, vrste plesa koji se prvi put javio u Beču, Austriji. Svi članovi Raltsova evolucijskog lanca imaju neke sličnosti s plesačima, što podupire izvor njegova imena. 

## Biološke karakteristike
Ralts je tajanstven i pomalo lukav Pokémon; veoma se rijetko pojavljuje pred ljudima. Kada se i pojavi, ključna odrednica hoće li Ralts prići nekoj osobi ili pobjeći od nje jesu osjećaji osobe koja se nalazi u blizini –– ako Ralts osjeti dobro raspoloženje i sreću, prići će toj osobi, no ako osjeti neprijateljske osjećaje, pobjeći će od nje. Njegova sposobnost da osjeti tuđe osjećaje (empatija), povezana je s rogom na njegovoj glavi. Ralts voli kopirati osjećaje njegovog trenera –– ako je trener sretan, Ralts će biti sretan, te obrnuto; otuda Raltsove Pokémon sposobnosti Sinkronizacije (Synchronize) i Praćenja (Trace). Ralts se s vremenom i iskustvom može razviti u moćne Pokémone: u Kirliu na 20. razini, a zatim u Psihičkog Pokémona Gardevoira na 30. razini, ili Psihičkog/Borbenog Pokémona Galladea ako se upotrijebi Kamen zore (Dawn Stone) na muškoj Kirliji.
Ralts izgledom nalikuje na maleno dijete odjeveno u pidžamu. Iz njegova čela i zatiljka izlaze dva polukružna roga crvene boje. Njegova kosa boje limete nalik je kacigi ili klobuku gljive. Odjeven je u bijelu haljinu koja krojem više nalikuje na hlačice s prevelikim nogavicama. Njegove su oči u potpunosti prekrivene zelenom kosom, iako se tijekom Pokémon igara za GameCube može vidjeti par crvenih melankoličnih očiju kada ga se onesvijesti. Njegova je koža bijela, no djeluje kao dio njegove haljine/hlačica. Ralts se uokolo kreće skakutajući na svojim nožicama, iako može iskoristiti i svoje psihičke sposobnosti kako bi se teleportirao na željeno mjesto. Ralts može komunicirati telepatskim putem, kao i izgovaranjem svog imena.  

## U videoigrama
Raltsa je moguće uhvatiti u igrama Pokémon Ruby, Sapphire i Emerald, iako je izrazito rijedak primjer u navedenim igrama. Potrebna je razmjena Pokémona kako bi igrač koji igra Pokémon FireRed, LeafGreen i Pokémon Colosseum njime mogao popuniti Pokédex. U igri Pokémon XD: Gale of Darkness, Raltsa je moguće oteti od Cipher Peona Feldasa. U igrama Pokémon Diamond i Pearl moguće ga je uhvatiti koristeći Pokémon rada na Stazama 203 i 204.
U igrama Pokémon Ruby, Sapphire i Emerald, igrač je zamoljen od strane njegova/njenog oca, Normana, da pomogne dječaku Wallyju u hvatanju njegovog prvog Pokémona (istovremeno, ovo hvatanje smatra se poučavanjem onih koji nisu upoznati s Pokémon igrama i hvatanjem Pokémona). Wally nailazi na divljeg Raltsa, kojeg s lakoćom oslabi i uhvati. Ubrzo zatim odlazi iz grada Verdantrufa, no ponovo nailazi na igrača u gradu Mauvilleu gdje se po prvi put bori protiv njega sa svojim Raltsoma. Kasnije se ponovo bori s igračem blizu izlaza pećine imena Put pobjede u gradu Ever Grandeu, s potpunim timom koji uključuje Gardevoira, Raltsov konačan evolucijski oblik.
U igrama Pokémon Diamond i Pearl, Ralts uči nekoliko novih tehnika, uključujući Čarobni list (Magical Leaf), koji nikada ne promaši, Čaroliju sreće (Lucky Chant), koja onemogućuje protivnika da postigne kritični udarac na Raltsu, i Energetsku lopticu (Energy Ball), snažan Travnati napad koji uči putem Tehničkog uređaja (TM). Novi način klasificiranja tehnika na fizičke i specijalne onemogućuje Raltsu da učinkovito koristi udarce elemenata, no omogućuje mu korištenje Mračne loptice (Shadow Ball) zbog njegovog visokog Special Attack statusa, posebno nakon evolucije u Kirliju.

## U animiranoj seriji
Ralts je prikazan u epizodi "Do I Hear a Ralts?", gdje glavni likovi pokušavaju pomoći ozlijeđenom Raltsu, no moraju bježati od Tima Raketa, te Raltsove majke, Gardevoira, koja misli da pokušavaju ukrasti Raltsa. Max obećaje Raltsu kako će mu se vratiti nakon što postane Pokémon trener i uhvatiti ga. Ipak, nije poznato hoće li Max uopće postati trener i otisnuti se na vlastito putovanje tijekom trajanja Pokémon animirane serije. 
Ralts se pojavio u epizodi "Fear Factor Phony" uz nekolicinu Psihičkih Pokémona, kao mlađi brat Kirlije.